# Meg Villars
Pour les articles homonymes, voir Villars.
Meg Villars, née Marguerite Maniez le 16 juin 1885 à Londres et morte le 28 août 1960 à Noirmoutier-en-l'Île, est une actrice, chanteuse, écrivain et metteuse en scène française.

## Biographie
Marguerite Maniez, née de parents français, est la fille de Victor Maniez, couturier, et de Marie Roufflar.
Elle écrit dans sa langue natale Two Cities, publié à Londres, et Les Imprudences de Peggy (traduit en français par l'écrivain Henry Gauthier-Villars, dit Willy), puis devient chroniqueuse pour The Tatler (magazine) sous le pseudonyme de Priscilla (avec sa rubrique Priscilla in Paris), pour le Winning Post ou le Pink.
Elle est connue à Paris et Bruxelles pour être danseuse mais aussi cantatrice ou mime auprès de Jean Jacquinet.
Meg Villars et Willy se marient en 1911 ; ils divorcent neuf ans plus tard.
Au cinéma, elle joue dans les films de Lucien Nonguet, Domestique hypnotiseur et Une bonne pour monsieur, un domestique pour madame.
Pour le théâtre, elle met en scène avec André Bisson Le Jour de gloire et avec Pierre Brive Les Dix Petits Nègres.
En 1931, elle épouse en secondes noces Charles-Clément Catusse (1881-1953), journaliste. Parmi les témoins majeurs se trouve l'homme de lettres Armand Massard.